# MT-1 (通報船)
MT-1（ロシア語: МТ-1 エムテー・アヂーン）は、ロシア帝国時代に建造されたソビエト連邦海軍（以下、ソ連海軍）の通報船（посыльное судно）である。

## 概要
MT-1は、1912年にサンクトペテルブルクにて起工した。1913年に進水し、年内に竣工してロシア帝国海軍バルト艦隊に編入され、サンクトペテルブルク県・コーパンスコエ湖の水雷試験場の港湾船として運用された。船名も、湖にちなんだコーパネツ（Ко́панецъ コーパニェツ）であった。
1917年には二月革命と十月革命に参加し、同年10月25日付けで赤色艦隊に編入された。1918年5月から1924年8月まで、港で保管状態に入れられた。
1925年3月13日にはミーナ（Ми́на ミーナ）と改称された。1926年5月15日まで水雷試験場で使用され、その後しばらく総軍港に係留された。同年6月17日には、クロンシュタット軍港の総水雷手船舶分遣隊に編入された。1928年から1931年にかけては、総軍港で保管状態に入れられた。
1932年1月1日には、GM-1（ГМ-1 エエーム・アヂーン）と改称された。1936年には、オーバーホールを受けた。
1939年にはMT-1と改称され、赤旗勲章受章バルト艦隊機雷魚雷局に移管された。ソ芬戦争と独ソ戦の間には、赤旗勲章受章バルト艦隊の水上艦艇および潜水艦の軍事行動への支援任務に就いた。
1948年には停泊地航海機材に分類され、魚雷運搬船（торпедовоз）に類別を改められた。船名も、TV-4（ТВ-4 テヴェー・チトィーリェ）と改称された。